# آساطور آسرییان
آساطور آسرییان (ارمنی: Ասատուր Ասրիյան؛ زادهٔ ۱۸۹۲ - درگذشته ۱۳ دسامبر ۱۹۳۱) یک سیاستمدار اهل ارمنستان که از تاریخ ۴ ژانویه ۱۹۳۱ تا تاریخ ۱۳ دسامبر ۱۹۳۱سمت شهردار ایروان را برعهده داشت.

## زندگی‌نامه
در ۱۸۹۲ در تفلیس به دنیا آمد .  وی در ۱۳ دسامبر ۱۹۳۱ در سن ۳۹ سالگی در ایروان درگذشت.